# Список послов СССР и России в Албании
В статье представлен список послов СССР и России в Албании.

## Хронология дипломатических отношений
- 4 июля — 4 сентября 1924 г. — установлены дипломатические отношения на уровне миссий. Дипломатические представительства не созданы, представители не аккредитованы.
- С 17 сентября 1934 г. — дипломатические отношения со стороны СССР осуществлялись через миссию в Греции.
- 7 апреля 1939 г. — дипломатические отношения прекращены в связи с оккупацией Албании Италией.
- 10 ноября 1945 г. — дипломатические отношения восстановлены на уровне миссий.
- 4 августа 1953 г. — миссии преобразованы в посольства.
- 25 ноября 1961 г. — посол СССР отозван.
- 30 июля 1990 г. — возобновлена деятельность посольств.

## Список послов
| Срок полномочий                   | Посол                         | Годы жизни | Дата вручения верительных грамот | Комментарии                                   |
| --------------------------------- | ----------------------------- | ---------- | -------------------------------- | --------------------------------------------- |
| СССР                              |                               |            |                                  |                                               |
| Январь — ноябрь 1924              | Аркадий Антонович Краковецкий | 1884—1937  |                                  | Полномочный представитель                     |
| 23 января 1935 — 28 апреля 1937   | Михаил Вениаминович Кобецкий  | 1881—1937  | 11 мая 1935                      | Полномочный представитель по совместительству |
| 13 ноября 1937 — 7 апреля 1939    | Николай Иванович Шаронов      | 1901—?     | 26 ноября 1937                   | Полномочный представитель по совместительству |
| 12 декабря 1945 — 16 марта 1952   | Дмитрий Степанович Чувахин    | 1903—1997  | 13 января 1946                   | Посланник                                     |
| 16 марта 1952 — 7 декабря 1955    | Климент Данилович Лёвычкин    | 1907—1984  | 23 апреля 1952                   | Посланник до августа 1953, затем посол        |
| 7 декабря 1955 — 7 марта 1957     | Леонид Иванович Крылов        | 1912—1982  | 19 января 1956                   |                                               |
| 7 марта 1957 — 24 ноября 1960     | Василий Иванович Иванов       | 1905—1989  | 29 марта 1957                    |                                               |
| 24 ноября 1960 — 21 января 1963   | Иосиф Васильевич Шикин        | 1906—1973  | 24 января 1961                   | Выехал в СССР 27 сентября 1961                |
| 1961                              | Павел Григорьевич Крекотень   | 1910—1991  |                                  | Поверенный в делах                            |
| 15 февраля 1991 — 25 декабря 1991 | Виктор Ефимович Нерубайло     | 1934—2000  |                                  |                                               |
| Российская Федерация              |                               |            |                                  |                                               |
| 25 декабря 1991 — 2 ноября 1996   | Виктор Ефимович Нерубайло     | 1934—2000  |                                  |                                               |
| 2 ноября 1996 — 26 июля 2000      | Игорь Александрович Сапрыкин  | 1938—2009  |                                  |                                               |
| 26 июля 2000 — 26 августа 2005    | Владимир Николаевич Токин     | 1937—2019  |                                  |                                               |
| 26 августа 2005 — 28 января 2010  | Александр Львович Прищепов    | 1948—      |                                  |                                               |
| 28 января 2010 — 10 июля 2014     | Леонид Григорьевич Абрамов    | 1954—      |                                  |                                               |
| 10 июля 2014 — 16 сентября 2019   | Александр Романович Карпушин  | 1949—      |                                  |                                               |
| 16 сентября 2019 — 20 мая 2024    | Михаил Юрьевич Афанасьев      | 1954—      | 15 ноября 2019                   |                                               |
| 20 мая 2024 — июнь 2024           | Сергей Владимирович Лысиков   | 1973—      |                                  | Временный поверенный в делах                  |
| 14 июня 2024 — настоящее время    | Алексей Анатольевич Зайцев    | 1978—      | 30 августа 2024                  |                                               |